# Centris aterrima
Centris aterrima är en biart som beskrevs av Smith 1854. Centris aterrima ingår i släktet Centris och familjen långtungebin. Inga underarter finns listade.